# Stünzel
Stünzel is een plaats in de Duitse gemeente Bad Berleburg, deelstaat Noordrijn-Westfalen, en telt 62 inwoners (2007).